# تامی جاکوبس
تامی جاکوبس (انگلیسی: Tommy Jacobs؛ زادهٔ ۱۳ فوریهٔ ۱۹۳۵) یک گلف‌باز است.